# Такаги, Тэйдзи
Тэйдзи Такаги (яп. 高木 貞治, 21 апреля 1875 — 28 февраля 1960) — японский математик, работавший в области алгебраической теории чисел.
Такаги родился в деревне Кадзуя уезда Оно префектуры Гифу (в настоящее время город Мотосу). Он начал изучать математику в средней школе, читая книги на английском языке, поскольку тексты по математике на японском в то время не были доступны. В течение трёх лет обучался в школе для одарённых детей в Киото, а в 1894 году поступил в Токийский университет. В 1898 году он, вместе с 11 другими студентами, был отобран для учёбы за рубежом; к этому времени он уже опубликовал свою первую статью по алгебре. Такаги обучался в Гёттингене, где его научным руководителем был Давид Гильберт. В 1901 году Такаги вернулся в Японию и в 1903-м защитил докторскую диссертацию. В 1904 году он получил должность профессора Токийского университета, и несколько лет занимался в основном написанием учебников по математике на японском языке.
Такаги наиболее известен благодаря доказанной им теореме Такаги о существовании, описывающей взаимно-однозначное соответствие между конечными абелевыми расширениями числового поля и его обобщённой группой классов идеалов. В 1920 году он сделал доклад по теории полей классов на Международном конгрессе математиков в Страсбурге.
В 1925 году Такаги был избран членом Японской академии наук, в 1936-м он был одним из членом комитета по присуждению первой премии Филдса. Умер в 1960 году в больнице Токийского университета.